# Allen Vizzutti
 (mars 2013).
Si vous disposez d'ouvrages ou d'articles de référence ou si vous connaissez des sites web de qualité traitant du thème abordé ici, merci de compléter l'article en donnant les références utiles à sa vérifiabilité et en les liant à la section « Notes et références ».
Allen Vizzutti (né le 13 septembre 1952 à Missoula, au Montana) est un trompettiste et compositeur de jazz américain.

## Discographie
Vizzutti Plays Vizzutti avec le  J.W.F. Military Band, Holland’s premier military wind ensemble. 
Allen Vizzutti performs with Trumpet Summit
Soli and Vizzutti on Tour
A Trumpeter's Dream
The Carnival of Venus avec Laura Vizzutti, (piano) et les membres du Rochester N.Y. Philharmonic dirigé par Jeff Tyzik
High Class Brass
Emerald Concerto and Other Gems avec l’Orchestre Philharmonique de Budapest
Skyrocket
Body Check 
Live In Concert with the Leipzig Big Band.
Summit Brass Live! Enregistré en live del’Université du Colorado à Boulder in 2003. Avec Dan Perantoni (tuba), Larry Zalkind (trombone), Brian Bowman (euphonium) et Gail Williams (cor).
Baroque and Beyond avec l’orchestre de chambre de Camarata 